# لی کوآن یو
لی کوآن یو (با نام مسیحی: هری، اسم چینی: 李光耀؛ متولد ۱۶ سپتامبر ۱۹۲۳ – درگذشته ۲۳ مارس ۲۰۱۵) یک دولتمرد سنگاپوری بود. او اولین نخست‌وزیر سنگاپور بود که از سال ۱۹۵۹ تا ۱۹۹۰ در این سمت قرار داشت. لی کوان یو، سنگاپور را از یک شهر بندری کوچک به یک کانون مهم اقتصادی جهان بدل کرد. لی کوآن یو به عنوان یکی از مؤسسین و اولین دبیرکل حزب اقدام مردم توانست این حزب را به پیروزی بزرگی در ۱۹۵۹ برساند و سنگاپور را از مالزی جدا گرداند. او سنگاپور را از یک پایگاه مستعمراتی توسعه نیافته و فاقد منابع طبیعی به یک ببر آسیایی «جهان اولی» تبدیل کرد. کوآن یو را به عنوان یکی از تأثیرگذارترین چهره‌های سیاسی آسیای جنوب شرقی می‌شناسند.
لی در دوران استعمار بریتانیا در سنگاپور به دنیا آمد. پس از فارغ‌التحصیلی از موسسه رافلز، بورسیه تحصیلی کالج رافلز (دانشگاه ملی سنگاپور کنونی) را به دست آورد. لی در دوران اشغال سنگاپور به دست ژاپن، توانست جان خود را از یک جریان پاکسازی نجات دهد. کمی بعد به عنوان کارمند در یکی از دفاتر تبلیغات ژاپنی مشغول به کار شد و در همان حین کسب‌وکار خود را ایجاد کرد. او پس از جنگ جهانی دوم برای مدت کوتاهی به مدرسه اقتصاد لندن رفت و پس از آن برای تحصیل علم حقوق به کالج فیتزولیام در کمبریج پیوست. در سال ۱۹۴۷ از این کالج دانشنامهٔ دورشته‌ای دریافت کرد و به زودی از طرف کانون وکلای میدل تمپل برای شغل وکالت دعوت به کار شد. در بازگشت به سنگاپور به عنوان یک حقوقدان به مبارزه با استعمار بریتانیا پرداخت.
پس از مشارکت در تاسیس حزب اقدام مردم (PAP) در سال ۱۹۵۴ توانست در جریان انتخابات سراسری ۱۹۵۵ به عنوان نخستین نمایندهٔ حوزه‌ٔ انتخابیهٔ تانجونگ پاگار به پارلمان راه یابد. او به‌سرعت و به‌شکل بالفعل رهبر اپوزیسیون پارلمان علیه دیوید مارشال و بعد لیم یو هاک وزیران نخست از جبهه کارگر تبدیل شد. لی با موفقیت توانست حزب خود را به سوی پیروزی در انتخابات ۱۹۵۹ هدایت کند و نخستین نخست‌وزیر سنگاپور شود. وی در سال ۱۹۶۳ به‌منظور دستیابی به آزادی محلی از استعمار بریتانیا تصمیم گرفت با برگزاری همه‌پرسی به کارزار ادغام در مستعمرات سابق انگلستان بپیوندد. شورش‌های نژادی در سال ۱۹۶۴ و تفاوت‌های ایدئولوژیک باعث اخراج سنگاپور از مالزی و سپس استقلال آن در ۱۹۶۵ شد.
لی در دوران نخست‌وزیری خود با استفاده از کنترل شدید پارلمانی بر همهٔ انتخابات‌های سراسری، نظارت دقیقی بر دگردیسی سنگاپور به یک کشور توسعه‌یافته با درآمد بالا داشت. او در این فرآیند، دولتی با کارآمدی بالا و ضدفساد ایجاد کرد که خدمات عمومی گسترده‌ای به مردم ارائه می‌داد. لی به منظور عملی شدن طرح‌های اقتصادی و اجتماعی درازمدت، از بکارگیری سیاست‌های پوپولیستی (عوامفریبانه) احتراز کرد. او با پشتیبانی از ملی‌گرایی مدنی، شایسته‌سالاری و چندفرهنگی‌گرایی را به عنوان اصول دولت خود قرار داد. وی به منظور تسهیل ادغام جوامع مهاجر در میان مردم سنگاپور و آسانتر کردن بازرگانی خارجی، زبان انگلیسی را به عنوان زبان میانجی برگزید و در عین حال مدارس را ملزم کرد از دو زبان استفاده کنند تا بدینویسله زبان مادری و هویت قومی دانش‌آموزان حفظ شود. او در سال ۱۹۹۰ از مقام نخست‌وزیری کناره گرفت اما در کابینه بعدی همچنان باقی ماند و سمت وزیر ارشد (که به نخست‌وزیران سابق داده می‌شد) را تا سال ۲۰۰۴ در اختیار گرفت. در ۲۰۰۴ وزیر مرشد (به منظور انتقال آرام قدرت به نفر بعدی) شد و تا ۲۰۱۱ در آن مقام باقی ماند. در سال ۲۰۱۲ اعلام کرد که پس از پنجاه سال بازنشسته می‌شود و از کابینه کنار می‌رود. سپس مشاورت وزیر را برعهده گرفت، پستی که وقتی پسرش لی هسین لونگ در ۱۲ اوت ۲۰۰۴ سومین نخست‌وزیر کشور شد، ایجاد کرد.
لی کوآن یو سرانجام در ۲۳ مارس ۲۰۱۵ به دلیل ابتلا به سینه‌پهلو در ۹۱ سالگی درگذشت. در جریان یک هفته عزای عمومی که برای وی برگزار شد حدود ۱٫۷ میلیون نفر از ساکنین سنگاپور و رهبران جهان شرکت کردند و به محل دفن او در ساختمان پارلمان سنگاپور و دیگر مراکز ویژه بزرگداشت مراجعه کردند.
دوران نخست‌وزیری لی در ادبیات سیاسی غرب به دلیل طرفداری وی از ارزش‌های آسیایی و عملگرایی، تحت عنوان دوران خودکامگی دسته‌بندی شده و حکومت او را یک نوع نظام ترکیبی یا مردم‌سالاری کنترل‌شده می‌دانند. برخی او را به دلیل محدودیت‌هایی که بر آزادی مطبوعات و اعتراضات عمومی اعمال کرد و سختگیری‌هایی که با اعمال قوانین ضداتحادیه‌ای بر جنبش‌های کارگری و اعتصابات وارد آورد, و پرونده‌های حقوقی اعاده حیثیتی که علیه مخالفان برجستهٔ سیاسی خود به جریان انداخت، مورد انتقاد قرار داده‌اند. با این حال برخی دیگر بر این باورند همهٔ اقدامات او برای کشوری که تازه وارد عرصهٔ توسعه شده بود لازم بوده و لی کوآن یو یک دیکتاتور خیرخواه بوده است.